# Hunterian
The Hunterian oftewel Hunterian Museum and Art Gallery is het museum van de Universiteit van Glasgow. Het is opgericht in 1807 en genoemd naar de Schotse arts, hoogleraar en verzamelaar William Hunter (1717-1783).
Het Hunterian bestaat uit vier delen die zijn gehuisvest in verschillende gebouwen in het campusgebied van de universiteit, aan de westkant van Glasgow:
- het Hunterian Museum,
- een dierkundig museum (Zoology Museum),
- de Hunterian Art Gallery,
- het Macintosh-huis (Macintosh House).

Sinds augustus 2017 is de Nederlander Steph Scholten (1961), daarvoor sinds 2009 erfgoed-directeur van de Universiteit van Amsterdam, de directeur van het Hunterian.

## Ook met Hunterian in de naam
Verder is "Hunterian" een deel van de naam van:
- Hunterian Museum in Londen, gewijd aan anatomie en chirurgie, genoemd naar John Hunter, broer van William en ook arts,
- Hunterian Psalter, een 12e-eeuws handschrift